# Ляси (Люблінське воєводство)
Ляси (пол. Lasy) — село в Польщі, у гміні Красник Красницького повіту Люблінського воєводства.
Населення — 375 осіб (2011).
У 1975-1998 роках село належало до Люблінського воєводства.

## Демографія
Демографічна структура станом на 31 березня 2011 року:
|          | Загалом | Допрацездатний вік | Працездатний вік | Постпрацездатний вік |
| -------- | ------- | ------------------ | ---------------- | -------------------- |
| Чоловіки | 183     | 41                 | 119              | 23                   |
| Жінки    | 192     | 29                 | 118              | 45                   |
| Разом    | 375     | 70                 | 237              | 68                   |